# Linda Scott
Linda Scott (nata Linda Joy Sampson; Queens, 1º giugno 1945) è una cantante statunitense.
Attiva tra la fine degli anni '50 e la fine degli anni '60, il suo più grande successo fu il singolo I've Told Every Little Star del 1961.

## Discografia
- 1961 - Starlight, Starbright
- 1962 - Great Scott!
- 1962 - Linda
- 1965 - Hey, Look At Me Now!

## Filmografia
- Don't Knock the Twist, regia di Oscar Rudolph (1962)